# José Leonardo Morales
José Leonardo Morales Lares (El Tigre, 7 de julho de 1978) é um futebolista profissional venezuelano que atua como goleiro.

## Carreira
José Leonardo Morales fez parte do elenco da Seleção Venezuelana de Futebol da Copa América de 2011.